# バローズ (お笑いコンビ)
バローズは、日本のお笑いコンビ。プロダクション人力舎所属。

## メンバー
ちゅら（1995年7月7日 -（29歳））
沖縄県那覇市出身、沖縄国際大学経済学部卒業。身長158 cm、体重62 kg。血液型はA型。BWHはそれぞれ91・82・92。足25、頭58、ネック38、股下73、肩幅44。
趣味は桃鉄、ABEMA Prime、節約、散歩（15km程）。
特技はその人の生い立ちを聞くとすぐ泣いてしまう、世界の首都名を全て言える。

徳永 敦（とくなが あつし、1994年7月14日 -（30歳））
福岡県久留米市出身、広島大学工学部機械システム工学科卒業。身長167 cm、体重52 kg。血液型はAB型。BWHはそれぞれ79・75・93。足26.5、頭57、ネック34、股下77、肩幅43。
趣味はカンフー映画（ブルース・リー/ジャッキー・チェン）、料理漫画（蒼太の包丁）。
特技は速読、プログラミング（C言語）。
大学在学中、広島大学漫才サークル「カッコワラ（笑）」に所属してコンビ「ナシゴレン」を組み、大学生M-1グランプリ2014で優勝。地方大学から優勝者が出ることは異例であったため地元メディアで注目され、広島でインディーズお笑いライブが増えるきっかけになった。
スクールJCA在学中、26期での同期であるはるのぶ（現・おしどり大名）とコンビ「リバプール」を組んでいた。

## 来歴
スクールJCAでの1年先輩である徳永と後輩のちゅらによって、2018年8月に組まれていた。共にJCAを27期生として卒業後、2019年5月を以て正式に結成。
2020年12月、デビューから僅か1年半ながら『白黒アンジャッシュ』内の賞レース「白黒-1グランプリ」にて、ターリーターキー・ふぁのシャープ・しんぷる内藤（現在は引退）と共に決勝進出を果たす。
2023年4月、プロダクション人力舎での芸歴5年目以下の若手No.1を決める賞レース「バカ爆杯」において優勝を成し遂げた。2024年4月には「バカ爆杯」にて2連覇を達成した。

## 芸風
主にコントで、キングオブコントでは2020年大会から5年連続で準々決勝まで進出。

## 賞レース戦績

### キングオブコント
- 2020年 準々決勝進出[11]
- 2021年 準々決勝進出[12]
- 2022年 準々決勝進出[13]
- 2023年 準々決勝進出[14]
- 2024年 準々決勝進出[15]

### その他
- 2018年 M-1グランプリ 2回戦進出 ※スクールJCA時代
- 2019年 M-1グランプリ 2回戦進出[5]
- 2020年 M-1グランプリ 2回戦進出[5]
- 2020年 白黒-1グランプリ2020 決勝進出
- 2023年 UNDER5 AWARD 3回戦進出[16]
- 2023年 M-1グランプリ 2回戦進出[5]
- 2024年 M-1グランプリ 2回戦進出[5]
- 2024年 白黒-1グランプリ2024 優勝

## 出演

### テレビ
- 前略、西東さん（中京テレビ、2020年6月27日）[17]
- 白黒アンジャッシュ（千葉テレビ 2020年12月22日・29日、2021年7月13日・8月10日、2024年12月24日）[7]
- THE CONTEへの道（フジテレビ 2023年1月28日・7月29日）
- ぴったり にちようチャップリン（テレビ東京、2023年5月7日）[9][18]
- ちば朝ライブ　モーニングこんぱす（千葉テレビ 2025年1月10日）

### ラジオ
- サンドウィッチマンの天使のつくり笑い（NHKラジオ第1、2020年2月18日）
- マイナビ Laughter Night（TBSラジオ 2021年4月16日[19]、2022年8月26日[20]・11月4日[21]、2023年3月10日[22]・5月5日[23]）

### ライブ
- バカ爆走!（事務所ライブ、新宿Fu-）
- どっきん!（事務所ライブ、新宿バティオス）
- もてあそばれる21組のネタライブ「審査委員長は真空ジェシカ」（2022年8月25日、渋谷さくらホール）[24]
- 第3回バカ爆杯 ～決勝戦～（2023年4月1日、新宿Fu-）
- スパイシーガーリック×ネギゴリラ×バローズ スリーマンライブ『VANES』（2023年11月9日、新宿バティオス）[25]